# Комано
Комано (итал. Comano) је насеље у Италији у округу Маса-Карара, региону Тоскана.
Према процени из 2011. у насељу је живело 277 становника. Насеље се налази на надморској висини од 535 м.

## Становништво
| 1936. | 1951. | 1961. | 1971. | 1981. | 1991. | 2001. | 2011. |
| ----- | ----- | ----- | ----- | ----- | ----- | ----- | ----- |
| 1.938 | 1.786 | 1.444 | 1.129 | 966   | 860   | 799   | 755   |